# イソオクタン
イソオクタン (isooctane) はオクタンの構造異性体のひとつである。分子式はC8H18、IUPAC名は 2,2,4-トリメチルペンタン である。安定して燃焼するためオクタン価の基準となる。常温では無色透明な液体。消防法に定める第4類危険物 第1石油類に該当する。